# Ctenus nigritarsis
Ctenus nigritarsis är en spindelart som först beskrevs av Pietro Pavesi 1897.  Ctenus nigritarsis ingår i släktet Ctenus och familjen Ctenidae.
Artens utbredningsområde är Etiopien. Inga underarter finns listade i Catalogue of Life.